# Lago Pleshchéyevo
El lago Pleshchéyevo (en ruso: Плещéево óзеро), es un lago de Rusia situado en el óblast de Yaroslavl. La ciudad de Pereslavl-Zaleski se encuentra en la orilla sudoriental del mismo.
El lago, que forma parte del parque nacional Pleschéyevo (parque gubernamental natural-histórico de Pereslavl) , cubre un área de alrededor de 51 km², midiendo 9.5 km de longitud , 6.5 kmde ancho, con un perímetro de costa de 28 km. Pese a sus 25 m de profundidad en el medio, las aguas de la costa son bastante profundas. El lago es adecuado para la acampada, la natación y la pesca. En su costa se encuentra la "Piedra Azul", una piedra de doce toneladas, lugar de adoración pagano a lo largo de los siglos, y actualmente lugar de celebración de festividades ortodoxas rusas.
Entre la fauna acuática del lago encontramos el corégono blanco o "arenque de agua dulce" (en ruso riápushka). Pereslavl-Zaleski cuenta con dos riápushka dorados sobre un fondo negro en su escudo. Esta ciudad era famosa en la Edad Media por la exportación de riápushka ahumado, que era el pescado favorito en la mesa del zar.
Entre 1688 y 1693, el zar Pedro el Grande construyó una "flotilla de diversión" o de "entrenamiento" en el lago para su entretenimiento, y que sería un prototipo de los buques de la Armada Imperial Rusa. En Pereslavl-Zaleski se conserva una de las maquetas originales de los barcos (el buque Pedro) en el museo Bótik (barco pequeño), que además narra la historia de esta primera flotilla rusa.